# Перша каппельська війна
Перша каппельська війна (нім. Erster Kappelerkrieg) — конфлікт між реформатськими та католицькими кантонами Швейцарії, який відбувся 1529 року, але закінчився без бойових дій примирливою трапезою молочного супу біля села Каппель-ам-Альбіс.

## Передумови та перебіг
Відправною точкою епохи швейцарської Реформації став розкол між старовірними та нововірними кантонами Швейцарської конфедерації.
У 1529 році цюрихський реформатор Ульріх Цвінглі уклав союз з протестантським містом Констанц, утворивши Християнський союз міст. Цей союз, очолюваний Цюрихом, був спрямований насамперед проти Австрії, а також проти католицьких кантонів, зокрема Люцерну, Урі, Швіцу, Унтервальдену й Цугу. На противагу п'ять лісових кантонів заснували Християнську унію з Австрією в 1529 році. У центрі релігійного протистояння опинилося княже абатство Санкт-Галлен і спільні володіння, передусім Тургау. Цвінглі хотів завдати військового удару по контрсоюзу та шукав привід для війни. У травні 1528 року цюрихці стратили в Тургау католицького фельдвайбеля, а через рік громадяни Швіцу спалили реформатського пастора Якоба Кайзера.
На початку червня 1529 року Цюрих і Берн спробували не допустити унтервальденського ландфогта до виконання обов'язків у Фрайамті. Для цього 6 червня Цюрих зайняв плацдарми Бремгартен і Меллінген, а також частину Тургау та Санкт-Галлену. Головними силами вони рушили до Каппеля-на-Альбісі, за ними йшли бернські війська. Нейтральні кантони почали виступати посередниками вже 7 червня. Однак 9 червня Цюрих оголосив війну п'ятьом католицьким кантонам.
Посередництво на чолі з Гансом Еблі, голови уряду Гларусу, запобігло кривавому конфлікту. Першу Каппельську мирну угоду уклали без бою. Вирішили, що кожний кантон може прийняти стару або нову віру більшістю голосів (паритет). Мир скріпили примирливою трапезою — каппельським молочним супом. Однак 1531 року спалахнула Друга каппельська війна, у якій уже не обійшлося без кровопролиття.